# Barbier first
Barbier first(バルビエ・ファースト)は栗林誠一郎がBarbier名義の楽曲で発売した1枚目のアルバム。

## 内容
- ジャケットは先行シングル2作と同様、コンセプトとなっている画家であるジョルジュ・バルビエの作品である。
- 10曲中7曲は、ZARDに提供した楽曲をAMYの英語詞でセルフカバーした曲、1曲がTONEによる英語詞の新録楽曲である。
- 今作では、栗林の作品に多く参加しているDIMENSIONは参加していない。
- 葉山たけしが一部の楽曲にギターで参加したにもかかわらず、参加ミュージシャンのクレジットは「ゲストボーカル:坂井泉水」のみの表記である。
- 栗林のソロアルバムとしては、「You Never Know」以来、オリコンチャートにランク入りしたアルバムである。

## 収録曲
1. LOVE〜眠れずに君の横顔ずっと見ていた〜
2枚目の先行シングル。
2. Can't Leave You Now
今作唯一の新録楽曲。英語詞はTONEが担当。
3. もう少し あと少し…
1993年9月発売のZARD「もう少し あと少し…」のカバー。
4. Top Secret
1994年6月発売のZARDの「OH MY LOVE」収録曲のカバー。
5. あなたに帰りたい
シングル「クリスマス タイム」のカップリング曲。
6. I still remember
シングル「LOVE〜眠れずに君の横顔ずっと見ていた〜」のカップリング曲。
7. 今すぐ会いに来て
1995年3月発売のZARD「forever you」収録曲のカバー。
8. Season
1993年発売のZARD「揺れる想い」収録曲のカバー。
9. 見つめていたいね
1996年発売のZARD「TODAY IS ANOTHER DAY」収録曲のカバー。
10. クリスマス タイム
1995年発売のBarbierとしてのファーストシングル。

作詞:坂井泉水(1,3～10)、TONE(2)
英語詞:AMY(3～9)
作曲:栗林誠一郎(1～10)
編曲:葉山たけし(1,5,6)、徳永暁人(2～4,7～9)、梅野貴典&Robbie kondor(10)

## 参加ミュージシャン
- 栗林誠一郎 - ベース、コーラス
  - 徳永暁人 - プログラミング
  - 葉山たけし - ギター、シンセサイザー
  - 小澤正澄（PAMELAH） - ギター
  - 鈴木康志 - コーラス
  - 寺尾広 - キーボード、ディレクター